# Rex McDougall
Rex McDougall (Londres, 13 de dezembro de 1878 – Londres, 30 de agosto de 1933) foi um ator de teatro e cinema britânico. Ele nasceu como Reginald McDougall.

## Filmografia selecionada
- Please Help Emily (1917)
- A Daughter of the Old South (1918)
- Le Secret du Lone Star (1920)
- The Bargain (1921)
- The Knight Errant (1922)
- The Hound of the Baskervilles (1921)
- A Gipsy Cavalier (1922)